# Ola Nylander
Ola Nylander, född 1957 i Jönköping, är en svensk arkitekt och arkitekturforskare. 
Nylander tog sin arkitektexamen 1983 vid Arkitekturskolan CTH (Chalmers) i Göteborg. Därefter hade han några mindre uppdrag för olika kontor i Göteborgsregionen innan han i mitten av 1990-talet återvände till Chalmers för arkitekturforskning. Han disputerade 1998 med en avhandling om bostäder och har sedan dess arbetat vid avdelningen för Bostadens arkitektur på Chalmers. Mellan 2007 och 2009 var Nylander adjungerad professor vid samma institution.
Sedan november 2015 är Nylander arkitekturskribent för Göteborgs-Posten .